# Добромир (князь мільчан)
Добромир (д/н — бл. 999) — князь лужицького племені мільчан у 970/980—999 роках.

## Життєпис
Походив з князівського роду мільчан. Водночас існує версія, що був князем лютичів, стодорян або поморян. Втім більшість дослідників вважається його лужичанином. Напевне, очолив лужицький союз. Це відбулося приблизно в 970-х роках.
У 983 році підтримав Слов'янське повстання за участі ободритів, лютичів та стодорян. Втім його спроби знищити Лужицьку та Мейсенську марки виявилися не зовсім вдалими. Для підтримці у боротьбі з королівством Німеччиною уклав союз з Польським князівством, для чого у 984 році уклав шлюб доньки Емнільди з сином Мешко I — Болеславом.
У 987 році разом з Болеславом II Побожним, князем Чехії, воював проти Мейсенської марки, але без значного успіху. У 990 році на чолі Лужицького союзу підтримав Болеслава II проти Мешко I, який намагався захопити Сілезію.
Протягом 991–993 років боровся проти Оттона III, імператора Священної Римської імперії, зрештою зазнавши поразки від німецьких військ та їх богемських союзників. Добромир визнав зверхність останніх. Помер у 999 або 1000 році, чим спричинив боротьбу за Лужицю між імперією та Польщею.